# A. O. Shirley Recreation Ground
A. O. Shirley Recreation Ground là một sân vận động đa năng ở Road Town, Quần đảo Virgin thuộc Anh. Sân hiện được sử dụng chủ yếu cho các trận đấu bóng đá và thường tổ chức các trận đấu của đội tuyển bóng đá quốc gia Quần đảo Virgin thuộc Anh. Sân vận động có sức chứa 3.000 người.
Sân được đặt tên để vinh danh Alexander O. Shirley vào tháng 6 năm 1990. Shirley, một vận động viên cricket, cũng từng là Tổng kế toán của Quần đảo Virgin thuộc Anh từ năm 1967 đến năm 1987, đã yêu cầu cấp đất để xây dựng sân vận động từ Thống đốc Quần đảo Virgin thuộc Anh. Shirley vẫn là người Quần đảo Virgin thuộc Anh duy nhất có một sân vận động mang tên ông.
Sân cũng đã được sử dụng làm địa điểm tổ chức các trận đấu cricket, với trận đấu cricket đầu tiên được diễn ra ở đó vào năm 1988 giữa Quần đảo Virgin thuộc Liên hợp và Nevis. Ba năm sau, đội tuyển cricket quốc gia Quần đảo Virgin thuộc Anh lần đầu tiên thi đấu ở đó với Anguilla trong Leeward Islands Tournament 1991. Chỉ hơn một thập kỷ sau, Quần đảo Leeward đã chơi một trận đấu first-class ở đó với Quần đảo Windward trong Cúp Busta 2001/02. Đây là trận đấu first-class duy nhất được diễn ra trên sân vận động. Trận đấu cricket cuối cùng được diễn ra ở đó là vào năm 2005. Các tên cuối của sân vận động là Police Station End và Super Value End.